# Yvette Broch
Yvette Broch (Monster, 1990. december 23. –) világbajnoki ezüst- és bronzérmes, Európa-bajnoki ezüstérmes, kétszeres Bajnokok Ligája-győztes holland válogatott kézilabdázó, beálló. Testvére Marjolein Broch.

## Pályafutása

### Klubcsapatban
Yvette Broch játszott a holland Van der Voort / Quintus csapatában kezdte karrierjét, majd miután 2008-ban megnyerte a Holland Next Top Model elnevezésű tehetségkutatót, egy ideig felhagyott a sportpályafutásával. 2009-től a VOC Amsterdamban kezdett újra játszani, majd 2010-ben légiósnak állt és a spanyol élvonalban szereplő BM Alcobendas játékosa lett. Egy év múlva újra országot váltott és a francia Metz Handballhoz igazolt. 2013-ban bajnokságot és kupát nyert, valamint döntőt játszott és vesztett a dán TVis Holstebro ellen az EHF-kupában. 2015-ben is bajnok lett a Metzcel majd a 2015-2016-os idény előtt a Győri Audi ETO KC-hoz szerződött. A Rába-parti csapattal bajnokságot és kupát nyert, valamint 2016 májusában Bajnokok Ligája döntőt játszott, de ezúttal is vesztes csapat tagja volt, a CSM București nyerte a trófeát. 2017-ben és 2018-ban a Rába-parti csapattal sikerült megnyernie a Bajnokok Ligáját, valamint háromszor bajnoki címet, kétszer kupagyőzelmet ünnepelhetett. 2018 nyarán bejelentette, hogy átmenetileg befejezi játékos pályafutását. Ennek okait később nyílt levélben részletezte. Két és fél év elteltével, 2020 novemberében bejelentette, hogy visszatér a kézilabda pályára és hogy egykori csapatánál, a Metznél folytatja pályafutását. 2021. április 27-én a román CSM București bejelentette, hogy a holland játékos náluk folytatja pályafutását. 2022 nyarán visszatért Győrbe. A 2023-2024-es szezonban újból Bajnokok Ligáját nyert a csapattal, majd bejelentte visszavonulását.

### A válogatottban
A holland válogatottban 2010-ben mutatkozott be, 118-szor lépett pályára, 2015-ben világbajnoki, 2016-ban Európa-bajnoki ezüstérmet szerzett, bronzérme pedig a 2017-es világbajnokságról van. Részt vett a 2016-os riói olimpián, ahol negyedik lett. A 2017-es világbajnokságon az All-Star csapatba is bekerült. 2021 áprilisában Hollandia barátságos mérkőzéseket játszott Horvátország és Brazília ellen, amikre Yvette Broch is meghívót kapott.

## Sikerei, díjai
A válogatottal
- Világbajnokság
  - Ezüstérmes: 2015
  - Bronzérmes: 2017
- Európa-bajnokság
  - Ezüstérmes: 2016

Klubcsapatokkal
- Bajnokok Ligája
  - Győztes: 2017, 2018, 2024
  - Döntős: 2016
  - Bronzérmes: 2023
- EHF-kupa:
  - Döntős: 2013
- Magyar bajnokság
  - Aranyérmes: 2016, 2017, 2018, 2023
- Magyar Kupa
  - Aranyérmes: 2016, 2018
  - Ezüstérmes: 2017, 2023, 2024
- Francia bajnokság
  - Aranyérmes: 2013, 2014
  - Ezüstérmes: 2015
- Francia kupa:
  - Aranyérmes: 2013

## Egyéni elismerések
- A francia bajnokság legjobb beállósa: 2015
- All Star csapat tag az Európa-bajnokságon: 2016
- All Star csapat tag a Világbajnokságon: 2017